# Wulfhilda de Sajonia
Wulfhilda de Sajonia (1072-abadía de Weingarten, 29 de diciembre de 1126), hija de Magnus, duque de Sajonia, y de la princesa Sofía de Hungría, hija del rey Bela I de Hungría. Contrajo matrimonio con el duque Enrique IX de Baviera el Negro, siendo por ello duquesa consorte de Baviera desde el ascenso al trono de su esposo, ca. 1120, hasta inicios de 1126, cuando Enrique abdicó como duque, retirándose ella a la abadía de Weingarten donde falleció ese mismo año.

## Familia
De su matrimonio con Enrique IX tuvo por hijos a:
1. Enrique X de Baviera y Sajonia el Soberbio (casado con Gertrudis, hija Lotario II del Sacro Imperio Romano Germánico; fall. 1139; padres de Enrique el León, duque de Baviera y Sajonia, fall. 1195; casado con Matilde Plantagenet)
2. Güelfo VI (fall. 1191, padre de Güelfo VII, fall.1197)
3. Judith de Baviera, casada con Federico II de Suabia. Fueron padres de Federico I Barbarroja, emperador de Alemania (1122).
4. Conrado de Baviera, murió el 17 de marzo de 1126
5. Sofía, casada con Bertoldo III de Zähringen y luego con Leopoldo I de Estiria
6. Wulfhilda, casada Rudolf, conde de Bregenz
7. Matilde, casada Diepold IV, margrave de Vohburg y Gerhard III de Sulzbach

Murió el 29 de diciembre de 1126 y sus restos reposan en la Abadía de Weingarten, Weingarten, Wurtemberg (antiguo estado alemán).
- Datos: Q2798291
- Multimedia: Wulfhilde of Saxony / Q2798291